# Liste der Baudenkmäler in Rees
Die Liste der Baudenkmäler in Rees enthält die denkmalgeschützten Bauwerke auf dem Gebiet der Stadt Rees im Kreis Kleve in Nordrhein-Westfalen (Stand: Juni 2022). Diese Baudenkmäler sind in der Denkmalliste der Stadt Rees eingetragen; Grundlage für die Aufnahme ist das Denkmalschutzgesetz Nordrhein-Westfalen (DSchG NRW).

## Baudenkmäler der Stadt Rees
| Bild                                 | Bezeichnung                                                        | Lage                                   | Beschreibung | Bauzeit | Eingetragen seit | Denkmal- nummer |
| ------------------------------------ | ------------------------------------------------------------------ | -------------------------------------- | --- | ------- | ---------------- | --------------- |
| Haus Grietherbusch                   | Haus Grietherbusch                                                 | Grietherbusch Grietherbusch 13         | Niederrheinisches Hallenhaus mit zwei Gebinden in Ankerbalkenzimmerung und massiv gemauerten Außenwänden aus der 1. Hälfte des 19. Jhs. |         | 16.03.1981       | 1               |
| weitere Bilder                       | Mühle Bienen                                                       | Bienen Emmericher Straße 116           | Steinerne Turmwindmühle des 19. Jhs, deren Schaft bis zum ehem. Rollkranz erhalten ist. Rundbogige Fensteröffnungen mit Walzstehlfenstern. |         | 10.07.1985       | 2               |
| Kapelle Schledenhorst                | Kapelle Schledenhorst                                              | Haldern Schledenhorst 1 Karte          | Backsteinkapelle mit Knickschweifgiebel. In der Kapelle befindet sich eine Kreuzigungsgruppe des 15. Jhs, das der Kalkarer Schule zugerechnet wird. |         | 14.07.1982       | 3               |
| Battenbergturm                       | Battenbergturm                                                     | Haldern Wertherbrucher Straße 1        | Zweigeschossiger, aus Feldbrandziegeln errichteter Turm von 7,24 auf 7,01 m (Mauerstärke 0,86 m). Außenwände mit Ornamenten aus glasierten Ziegeln. Hochgelegter Eingang, eingewölbtes KG, 2 Geschosse. Um den Turm rechteckige Grabenanlage. |         | 18.01.1983       | 4               |
| weitere Bilder                       | Wohnhaus, Kasematten und Stadtmauer                                | Rees Am Bär 1                          | 2-gesch. Wohnhaus, traufenständig in Ecklage aus dem späten 19. Jh. Fünfachsige Front mit mittigem Eingang über Treppe, geschosstrenn. Gesimsband, starkes Traufgesims (heute: Koenraad-Bosman-Museum). In Verlängerung der Fallstraße Mauer der ehem. Stadtbefestigung. |         | 10.05.1989       | 5               |
| Evangelische Kirche Haldern          | Evangelische Kirche Haldern                                        | Haldern Irmgardisweg 15                | Backsteinkapelle mit hölzernem Dachreiter, über länglich, achteckigem Grundriss 1783 errichtet. Ecken durch Wandvorlagen gestärkt, Fenster rundbogig. Portal an der Schmalseite durch doppelte Verdachung aus Ziegelformsteinen betont. |         | 08.02.1983       | 6               |
| weitere Bilder                       | Windmühle Scholten                                                 | Rees Zur Windmühle                     | Steinerne Turmwindmühle des 19. Jhs. mit Rundbogenfenstern. Mühlenhaube mit Vertikantenflügeln und Windrose erhalten. |         | 03.05.1983       | 7               |
| weitere Bilder                       | Mühlenturm                                                         | Rees Am Mühlenturm                     | Rundturm aus Backsteinen mit einem Mauersockel aus Basaltsteinen der ehem. Burg Aspel vom Ende des 15. Jhs. Genutzt als Mühle (Bäckersage), zur Verteidigung und als Bollwerk gegen schweren Eisgang des Rheins. Öffentlich begehbar, mit Horizontobservatorium. |         | 10.06.1983       | 8               |
| Katholische Pfarrkirche St. Quirinus | Katholische Pfarrkirche St. Quirinus                               | Millingen Kirchstraße 1                | In 2 Bauabschnitten errichtete kreuzrippengewölbte Pseudobasilika des 15./16. Jhs. aus Tuff und Backstein mit viergeschossigem Westturm. Spätgotisches Sakramentshaus aus Sandstein. Feine Steinmetzarbeit. Spätgotischer achtseitiger Taufstein. |         | 08.09.1983       | 9               |
|                                      | Evangelische Kirche Mehr                                           | Haffen-Mehr Heresbachstraße 13         | Saalkirche mit dreiseitigem Chorschluss, erbaut 1767/77. 1910 wurde der Westturm vorgesetzt und das Innere restauriert. Bis 1961 nach starker Zerstörung wiederaufgebaut und Einbau der dritten Glocken. 1994 neue Orgel, ab 1995 zusätzl. Gemeinderaum. |         | 13.11.1984       | 10              |
| weitere Bilder                       | Windmühle Emmericher Landstraße                                    | Esserden Emmericher Landstraße 61      | Steinerne Turmwindmühle des 19. Jhs. mit Segmentbogenfenstern und erhaltener Mühlenhaube. |         | 10.07.1985       | 11              |
| Haus Wesendonk                       | Haus Wesendonk                                                     | Haldern Klosterstraße 15               | Langgestrecktes, eingeschossiges Backsteinhaus in Traufenlage. Wohnteil mit 7 Achsen, anschließend ein durch korbbogiges Tor zugänglicher Stall und Scheunenteil.1. Viertel des 19. Jhs., Stall-Scheunenteil in Fortsetzung der Wohnteilfront. |         | 15.11.1985       | 12              |
| weitere Bilder                       | Evangelische Kirche Rees                                           | Rees Markt 23                          | Reformierte Kirche aus 1627, 1926 gründlich erneuert. Backsteinbau mit stark geneigtem, hohen Satteldach mit westl. Dachreiter als Glockenträger. 5 spitzbogige Fenster der ehem. auf runden Säulen ruhenden Mittelmauer wurden 1949–1954 zugemauert. |         | 10.07.1985       | 13              |
| weitere Bilder                       | Katholische Kirche St. Katharina                                   | Grietherbusch Wardstraße               | Einschiffige spätgotische Kirche aus Backstein mit polygonalem, dreiseitigem Chorschluss und Dachreiter. Baubeginn 1705. Durch Strebepfeiler gegliederte Wandabschnitte, rundbogige Fenster mit gestuften Gewänden, barocker Altar. |         | 10.07.1985       | 14              |
| weitere Bilder                       | Schloss Bellinghoven                                               | Haffen-Mehr Bellinghovener Straße 6    | Erbaut und 1325 dem Grafen Dietrich VIII von Kleve als Offenhaus aufgetragen. Zweistöckiger Bau, von Gräben umgeben. Herrenhaus mit 3 rechtwinkl. aneinanderstoßenden Flügel, 4-stöckiger Turm mit geschweifter Haube, seitlich zw kl. viereckige Türmchen |         | 10.07.1985       | 15              |
| weitere Bilder                       | Katholische Kirche St. Mariä Himmelfahrt                           | Rees Kirchplatz                        | Ehemalige Kollegiatskirche, nach Brand 1245 5-schiffiger gotischer Neubau mit Zweiturmfassade, 1899 ff abgetragen, 1820/28 klassizistischer Neubau, 1956/63 3-schiffige Pseudobasilika über korinth. Säulen, Hauptapsis in Breite d. M-schiffs, Portalnische. |         | 10.07.1985       | 17              |
| weitere Bilder                       | Stadtbücherei Rees                                                 | Rees Markt 18                          | Erbaut 1860/70 im späten Klassizismus im Übergang zum Historismus; Bürgerhaustypus, heute Bücherei. |         | 02.02.1987       | 18              |
| weitere Bilder                       | Mühle Rosau                                                        | Bienen Zur Rosau 30                    | Mühlenstumpf mit zylindrischem Schaft aus Ziegelmauerwerk, fragmentischer Zustand. Eine der wenigen erhaltenen Turmwindmühlen am Niederrhein. |         | 07.07.1987       | 19              |
| weitere Bilder                       | Katholische Kirche St. Cosmas und Damian                           | Bienen Kirchplatz 6                    | 1298 zuerst genannt. In verschiedenen Bauabschnitten entstandene spätgotische Pseudobasilika von 3 Schiffen mit Chor aus einem Joch und 5/8-Schluss. Tuffsteinverblendung, vorgesetzter Westturm vom romanischen Vorgängerbau um 1220, Steingewölbe |         | 10.07.1985       | 20              |
| weitere Bilder                       | Schloss Hueth                                                      | Bienen Alter Deichweg 1                | Mitte 14. Jh., Herrenhaus und Vorburg, von Gräben eingeschlossen, Ruine des runden Eckturms mit Verlies noch erhalten. Vorburg mit 2 Seitenflügeln und runden Ecktürmchen. Rechte Vorburg Ruine, linke Vorburg bewohnt. Brückenzugang, Sandsteinfiguren. |         | 10.07.1985       | 21              |
| Amtsgericht Rees                     | Amtsgericht Rees                                                   | Rees Sahlerstraße 2                    | Erbaut 1909 als 2-geschossiger Putzbau mit hohem Mansarddach in Formen des Neobarock. Hauptbau mit rechtsversetztem 3-achsigem Risalit. Mittelachse mit Eingang mit ins Dach überhöhtem Aufbau, Pilasterteilung, Schmuckformen, Werksteingewänden. |         | 09.02.1988       | 22              |
| weitere Bilder                       | Katholische Pfarrkirche St. Georg                                  | Haldern Bahnhofstraße                  | Seit 1229 der Kollegiatskirche Rees inkorporiert. Neugotische Backstein-Halle von 1874/76 bzw. 1921/22. Vorgesetzter 4-geschossiger Westturm, 2 UG mit Spitz- und Kleeblattbogenblenden aus dem 2. Viertel des 13. JHs., die 2 OG aus Backstein 15. Jh. |         | 10.07.1985       | 23              |
| weitere Bilder                       | Katholische Pfarrkirche St. Vincentius                             | Haffen-Mehr Vincentiusplatz 1          | Mitte des 10. Jhs., 1250 als Pfarrkirche zuerst genannt, netzgewölbte Pseudobasilika des 15. Jhs. aus Tuff, mit Chor aus einem Joch und 5/8-Schluss, vorgesetzter Westturm, neugotische Anbauten an Chorseiten, Wiederaufbau 1954, Netzgewölbe erneuert. |         | 10.07.1985       | 24              |
| weitere Bilder                       | Katholische Pfarrkirche St. Lambertus                              | Haffen-Mehr Deichstraße 36             | Kreuzrippengewölbte zweischiffige Backsteinanlage vom Anfang des 15. Jhs. mit polygonalen Chorschlüssen und mächtigem, mit stumpfem Pyramidendach geschlossenem Westturm. Wandgemälde 3 Apostelpaare aus der Erbauungszeit u. w.; Taufstein 15. Jh. |         | 10.07.1985       | 25              |
| Doppeladler Haldern                  | Doppeladler Haldern                                                | Haldern Bahnhofstraße 48               | 2-geschossiges Backsteinhaus mit Krüppelwalmdach um 1800. Profiliertes Ortgang- und Traufgesims. Segmentbogige Fenster mit Natursteinsohlbank. Wiederaufbau nach Großbrand in 2001; Wintergarten 2010. |         | 18.07.1988       | 26              |
| Feldhausmühle                        | Feldhausmühle                                                      | Haldern Weseler Straße 216             | Steinerne Turmwindmühle 1. Hälfte des 19. Jhs; Mühlenschaftaus Ziegelsteinen mit Rundbogenfenstern.Schaft ist bis zum ehem. Rollkranz erhalten; Mühlenhaube wurde ersetzt durch ein kegelförmiges Zeltdach. Erdwall. Daneben Mühlenhof aus dem 19. Jh. |         | 15.11.1985       | 27              |
|                                      | Haus Averforth                                                     | Haffen-Mehr Finkenschlagweg 3          | Herrensitz urspr. aus 1677, mit Gräben umgeben und über eine Brücke zugänglich. 2-geschossiges Haupthaus mit Walmdach und kleiner Wirtschaftshof, Jagdzimmer mit Stuckdecke, vor dem Haus Standbild Mater Delerosa - Mutter der Schmerzen. |         | 18.07.1988       | 28              |
| Schloss Sonsfeld / „Blaues Haus“     | Schloss Sonsfeld / „Blaues Haus“                                   | Haldern Turmallee 34, Haldern Sonsfeld | 2-geschossige freistehende Villa um 1900 erbaut. Klassizistischer massiver Putzbau. Hauptansichten durch Mittelrisalite gegliedert. Seitliche Turmbauten. Wintergarten/Grotte.Wohns itz der Familie von Wittenhorst, Sonsfeld und Aspel. |         | 18.07.1988       | 29              |
| weitere Bilder                       | Haus Aspel                                                         | Haldern Aspel 1                        | Mittelalt. Burg bis 1392. Hauptburg 1444 abgebrochen, künstl. Aufschüttung (Motte). Restl. Anlage zerstört, Wiederaufbau des Torturms mit 2 Flügeln 1720. Seit 1851 Kloster mit Barockaufbauten und neugotischer Kirche, 2 weitere neubarocke Flügel. |         | 12.12.1984       | 31              |
|                                      | Peterskate                                                         | Haffen-Mehr Sommerkathsweg 2           | Niederrhein. massives Hallenhaus aus der 1. Hälfte des 19. Jhs., Traufe und Ortgang mit vorkragenden Steinschichten, Fenster in Blockrahmenkonstruktion, Krüppelwalmdach, dreizoniger Wohnbereich und Stallteil mit hölzernem Traggerüst. |         | 11.07.1985       | 32              |
|                                      | Hofanlage Klein-Brahmel                                            | Haldern Turmallee 32a                  | Grußzügige Hofanlage mit T-Haus aus dem frühen 19. Jh., 3-zoniger Wohnteil mit mittig gelegenem Herdraum und seitl. Opkamer (spätes 19. Jh.). Daran anschließend das Mittelhaus und der Stallteil mit hölzernem Traggerüst in Ankerbalkenzimmerung. |         | 15.11.1985       | 33              |
| weitere Bilder                       | Grabsteine der Familie van den Broek                               | Haldern Am alten Kirchhof              | Auf dem Kirchhof in Haldern, nachträglich als Gruppe vereint, 3 Grabsteine. Die beiden vorderen schlicht antikisierende Grabstelen über profilierten Sockeln; die linke Stele aus Sandstein mit Grabinschrift und geflügelter Sonnenuhr (Vergänglichkeit). |         | 27.08.1986       | 34              |
|                                      | Pfarrhaus Haffen                                                   | Haffen-Mehr Deichstraße 34             | Erbaut in der 2. Hälfte des 19. Jhs. als 2-geschossiger Hauptbau aus Ziegelsteinen und rechtwinklig angefügtes Nebengebäude. Im Inneren wesentliche Ausstattungsstücke erhalten. |         | 29.01.1987       | 35              |
|                                      | Pfarrhaus Mehr                                                     | Haffen-Mehr Vincentiusplatz 1          | 2-geschoss. Backsteinbau über T-förmigem Grundriss mit Satteldach aus 1878. Vorderfront mit 3 Achsen, die mittige risalitartig vorgezogen, Giebel, Ecklisenen, Konsolfriese unter Traufe bzw. hochsteigend, doppeltes deutsch. Band. Rückw. Bau niedriger |         | 27.08.1986       | 36              |
|                                      | Rheinkieselpflaster                                                | Haffen-Mehr Vincentiusplatz            | Schachbrettartig verlegter Kieselboden aus abwechselnd dunklen und hellen Feldern (30 × 30 cm), erhalten auf einer Fläche von 4,70 m × 2,30 - 3,70 m; Ziffer- oder Buchstabeneinlagen mit schwarzen Steinen in den hellen Feldern; südl. Herdstelle/Kamin |         | 03.02.1987       | 37              |
| Bastionsmauer                        | Bastionsmauer                                                      | Rees Vor dem Falltor                   | Bestandteil der holländischen Festungswerke ab 1616; 1761–1782 von den Franzosen ausgebaut, ehem. Verlauf zum Falltor mit direktem Zugang zur inneren Festungsanlage, östliche Mauer erhalten, z. T. erneuert und in moderne Bebauung einbezogen. |         | 06.02.1987       | 38              |
| Stadtbefestigungsmauer               | Stadtbefestigungsmauer                                             | Rees Fallstraße/Vor dem Falltor        | Geneigte Festungsmauer aus hellroten Feldbrandsteinen, dahinterliegende Böschung feldseitig abgestützt, aus der Entstehungszeit der Stadtbefestigung. |         | 06.02.1987       | 39              |
| Haus                                 | Haus                                                               | Rees Bleichstraße 4                    | 1-geschossiger weißer Putzbau m.Satteldach. Grundrissdisposition und tonnengewölbter Keller erhalten. Rückw. L-förmiger Anbau. Bestandteil einer traufenständ. Häuserzeile, 4- achsig, 2-teil. Fenster m. Oberlicht, vorkrag. Sohlbänke,Traufe flaches Band |         | 18.07.1988       | 40              |
| Haus                                 | Haus                                                               | Rees Markt 17                          | 2½-geschossiger, 3-achsiger, giebelständiger Putzbau in neoklassizistischem Formenkanon mit Satteldach aus 1919. Dunkle Sockelzone als stark vorspringendes Sohlbankgesims des EG. An der re Traufseite eingeschossige Tordurchfahrt; ehem. Brauerei. |         | 18.07.1988       | 41              |
|                                      | Försterei Sonsfeld                                                 | Haldern Weseler Landstraße 240         | Eingeschossiger, langgestreckter, weiß gekälkter Putzbau mit hohem Mansarddach und 3 Dachhäuschen aus dem 19. Jh., Eingangsfassade mit symmetraße Einteilung, 9- achsig, 2-flügelige Tür. Baumallee, Backhäuschen und backsteinsicht. Pferdestall. |         | 10.05.1989       | 43              |
| weitere Bilder                       | Taubenturm Aspel                                                   | Haldern Weseler Straße Karte           | Massiv bemauertes Sockelgeschoss auf quadratischem Grundriss und darauf aufsitzender achteckiger Turm in Holzkonstruktion mit geschweifter und einmal gestufter Turmhaube, Wetterfahne mit Wappen derer von Wittenhorst-Sonsfeld, Inschrift 1708. |         | 08.12.1989       | 44              |
| Kapelle Aspel                        | Kapelle Aspel                                                      | Haldern Weseler Straße                 | Pavillonartiger Kapellenbau in neobarocker Formensprache von 1928,Innenraum mit 8 Konchen angegliedert an den Kreisgrundriss, nach oben geschlossen durch kunstvollen Sternengewölbe mit Oberlicht. Profiliertes Dachgesims, geschweiftes Dach. |         | 08.12.1989       | 45              |
| Reste der Bastion vor dem Falltor    | Reste der Bastion vor dem Falltor                                  | Rees Fallstraße/Vor dem Falltor        | Gerade aufgehende, nachträglich verputzte Backsteinmauer aus hellroten Feldbrandsteinen mit Anschluss an eine geneigte Futtermauer aus gleichem Material. Stammt wahrscheinlich aus der Entstehungszeit und gründet auf den unterirdisch. Kasematten. |         | 26.09.1990       | 46              |
| Gebäude am Stadtgarten 2             | Gebäude am Stadtgarten 2                                           | Rees Am Stadtgarten 2                  | 1-geschossiges massives hell getünchtes Wohnhaus aus ca. 1920 mit hohem Mansarddach auf winkelförmigem Grundriss, unterkellert, originale Fenster; Hauptteil traufenständig zur Straße, Eingangsvorbau mit Mansardgiebeldach, ursprüngl. Raumstruktur. |         | 12.09.1991       | 47              |
|                                      | Katstelle Buschheide                                               | Haldern Buschheide 1                   | Katstelle aus 1888 (Eisenanker);T-Hausform in Backstein, Vierachsige Fassade, originale Tür- und Fensteröffnungen mit vorspringend. Sohlbänken; Wohn- und Stallteil unter Satteldächern mit Tonziegeln u. gleichen Firsthöhen; Giebeltraufgesims verkröpft |         | 13.10.1992       | 48              |
| Haus Weegh                           | Haus Weegh                                                         | Bienen Niederstraße 3                  | Repräsent. T-Haus aus 1923/24; Ziegelmauerwerk, Satteldach mit originalem Dachstuhl und Fenstern; schmiedeeiserne Originaleinfriedung auf verputztem Sockel; originale 6-eckige Gartenlaube; li daneben 2-teil. schmiedeeisernes Tor zw. Backsteinpfeilern |         | 07.10.1993       | 49              |
| Haus                                 | Haus                                                               | Rees Vor dem Delltor 9                 | 1891 als Margarinefabrik errichtet, später Tabakfabrik Dobbelmann, heute Geschäftshaus. 5-achsiger, 2- geschossiger Putzbau, Krüppelwalmdach, oberhalb der Eingangstür Wappen, eingeschossiger Wirtschaftsbereich mit sep. Eingang, spät. Garagenanbau. |         | 02.10.1995       | 51              |
| Kriegsgräberstätte                   | Kriegsgräberstätte                                                 | Haldern Turmallee                      | Ende 1940er Jahre. Qualitätsvolle, planmäßige Anlage auf symmetrischem Grundriss, in 3 Abschnitten axial auf den erhöhten Endpunkt zuführend, die Gräber mit schlichten Steinkreuzen. Eingang mit rötl. Sandsteinquadern und schmiedeeisernem Gittertor. |         | 18.03.1996       | 52              |
| Piushaus                             | Piushaus                                                           | Rees Kapitelstraße 11                  | Villenartiges Wohnhaus um 1880 erbaut in klassizistisch bis neogotischem Formenkanon; freistehend, kubisch, 2-geschossig, weiß verputzt auf quadratischem Grundriss mit modern gedecktem Vollwalmdach und späterem rückwärtigem 1-geschoss. Anbau. |         | 19.09.1996       | 53              |
|                                      | Ratshof                                                            | Reeserward Reeserward 1                | 1855 vor dem mittl. Hallenhaus der älteren Hofanlage errichteter Wohnteil. 2-geschossiges, voll unterkellertes, massives Wohnhaus mit Krüppelwalmdach. Eingangsfassade 4-achsig, originale Holztür, Fassade mit grauem Quaderputz über glattem Sockel. |         | 20.09.1996       | 54              |
| Bastei am Westring                   | Bastei am Westring                                                 | Rees Westring                          | Erbaut 1583, lange Zeit verschüttet, 1920 freigelegt, Backsteinbauwerk als halbmondförmige, symmetrische Anlage, dazugehöriger Gefallenenfriedhof. Y- förmiges Gangsystem mit 70 cm starken Außenmauern, beidseitige Schießscharten und Treppenanlagen. |         | 20.09.1996       | 55              |
| Haus                                 | Haus                                                               | Rees Oberstadt 40                      | Um 1910 errichtetes 2- geschossiges, traufenständiges Wohnhaus aus rotem Backstein mit Steilgiebel, von der Straßenflucht leicht zurückversetzt. Horizontalgliederung durch hell verputzte profilierte Gesimse und Sockelzonen, 3- achsig, 2 Dachhäuschen |         | 02.04.1997       | 56              |
|                                      | Kreuzigungsgruppe                                                  | Haffen-Mehr Wilhelmstraße              | Anf. des 19. Jh. hinter einer alten Linde und halbkreisförmig angeordneten Linden errichtet. Kreuzigungsdarstellung oberhalb eines altarähnlichen Aufbaus aus einer u-förmigen Backsteinmauer mit Gitterabschluss und Steinplatte, Inschrift um 1800. |         | 02.04.1997       | 57              |
|                                      | Hubertuskapelle                                                    | Haldern Kapellenweg                    | Schlichter symmetrisch angelegter Backsteinbau aus 1955 mit breit gelagertem Langhaus. Niedrige Traufwände unter steilem hohen Satteldach. Vorgesetzter Chor auf quadratischem Grundriss. |         | 02.04.1997       | 58              |
| Haus Schaeling                       | Haus Schaeling                                                     | Rees Am Mühlenturm 5                   | Im Kern 1322. Mit langgestreckter Traufseite auf die Stadtmauer aufgesetztes 1-geschossiges Wohnhaus aus Backstein mit Krüppelwalmdach. Originale Stadtmauer bildet die Sockelzone zum Rhein mit einer 3-achsigen Fassade, Rundturm mit Fensterreihe. |         | 23.09.1997       | 59              |
| Wohnhaus                             | Wohnhaus                                                           | Rees Vor dem Delltor 11                | Ende des 19. Jh. als Eckhaus errichtete Arztvilla, traufenständig, 2-geschossig, 5-achsig mit Walmdach. Gelb verputzt mit weißem Dekor und Sockelzone, profil. Sohlbankgesims, Ecklisenen, reich profilierte Fensterrahmen, Balkon im OG. |         | 24.09.1997       | 60              |
| weitere Bilder                       | Jüdischer Friedhof                                                 | Rees Am weißen Turm                    | Angelegt Anf. des 18. Jhs. auf der ca. 8 m breiten Doppelstadtmauer, Belegungen bis 1870,Zugang über eine schmale Treppe stadteinwärts und eine Stahltreppe rheinseitig. Erhalten sind 25 Grabplattenfragmente/Sock el in wildwachsendem Bewuchs. |         | 25.09.1997       | 61              |
| weitere Bilder                       | Jüdischer Friedhof                                                 | Rees Weseler Straße                    | Nachfolgefriedhof von 1870. Symmetrische Anlage auf rechteckigem Grundriss, eingefasst von Hecken und einem modernen Tor. Vom Mittelgang in 8 Reihen stehende Stelen und Grabsteine von 1870–1979, hebräische Inschriften, teilw. verwittert. |         | 25.09.1997       | 62              |
| Wohnhaus                             | Wohnhaus                                                           | Haldern Am alten Kirchhof 5 und 6      | Historische Kirchhofbebauung des 19. Jhs. mit ursprünglich langgestreckten Hallenhaus,später um ein Geschoss aufgestockt. Heute repräsentatives, breitgelagertes, traufenständiges Backsteinhaus, 8-achsig, 4- achsige symmetrische Mittelzone, Satteldach. |         | 24.03.1998       | 63              |
| Wohnhaus, ehemaliges Pfarrhaus       | Wohnhaus, ehemaliges Pfarrhaus                                     | Bienen An der Kirche 4                 | Ehemaliges Pfarrhaus von ca. 1900 aus Backstein, traufenständig, 5-achsig, 2- geschossig. Verputzter Sockel, steinerne Sohlbänke, Traufgesims mit Klötzchenfries und Deutschem Band, 3-stufiger Treppenaufgang, Türgewände aus Stuck, schmiedeeisernes Tor. |         | 24.03.1998       | 64              |
|                                      | Taubenturm                                                         | Haffen-Mehr Wilhelmstraße 77           | Bestandteil des Holtenhofes aus dem 19. Jh., mittig in geschlossener Vierseitenhofanlage, 2- geschossig aus Backstein mit Faltdach/Teerpappeneindec kung. In den Giebeldreiecken gemauerte Taubenabflugplätze, im EG 2 WC-Holztüren, Blendfenster im 1. OG. |         | 25.03.1998       | 65              |
| weitere Bilder                       | Wahrsmannshof                                                      | Bergswick Bergswick 19                 | Einzelhofanlage um 1900 in hochwassergeschützter Insellage. T-Haus aus Backstein, Mittelhaus, Stallzone mit tiefergelegenem Mistplatz, Vollwalmdach. 2 Buchen vor der Hauptfassade, 5-achsig, symmetrisch, Eingang mittelachsig über Freitreppe. |         | 23.10.1998       | 66              |
|                                      | Backhaus Bruckshof                                                 | Haffen-Mehr Hanenkroitstraße 7         | Kleines, freistehendes, eingeschossiges Backhaus aus Backstein mit Krüppelwalmdach aus der Mitte des 19. Jhs. Kleine Luke im re. Giebel, innen ein Raum mit backsteingemauertem Backofen, korbbogige Feueröffnung. Falltür zum tonnengewölbten Keller. |         | 27.10.1988       | 67              |
|                                      | Sandenhof                                                          | Haffen-Mehr Loeweg 2                   | Streuhofanlage mit T-Haus aus der 1. Hälfte des 17. Jh./1829. Backstein,Traufseite im klassizistischer Formenkanon, 2-geschossig, 5-achsig. Profilierter Türrahmen mit Wappen. Backsteinsichtiger 10 m hoher Speicher mit tonnengewölbtem Keller. |         | 24.03.1999       | 68              |
| weitere Bilder                       | Grafenhof                                                          | Grietherbusch Grietherbusch 11         | Mittelgroßer Streuhof aus ca. 1890. T-Haus traufenständig, davor mit Backsteinmauer eingefasster Garten. Backstein, Satteldach, 2-geschossig, 5-achsig, Stuckrahmungen an Tür und Fenstern, Mittelhaus niedriger, ehem. Stallgebäude L-förmig. |         | 25.03.1999       | 69              |
| weitere Bilder                       | Wohngebäude                                                        | Haldern Klosterstraße 17               | Dat. 1903, traufenständig, 1- geschossig, 5-achsig, pfannengedecktes Satteldach, weiß verputzt mit roten Backsteingliederungen, Vorderfassade dreigegliedert, Eingang in der Mittelachse, Backsteinsockel und -bögen, Eingang über 6 Stufen, rückw. Anbau. |         | 25.03.1999       | 70              |
|                                      | Neybenhof                                                          | Haffen-Mehr Deichstraße 41             | Mittelgr. Hofanlage, Haupthaus 19. Jh.,traufenständig, breites Mittelhaus, niedrigere langgestreckte Stallzone. T-Haus 2-geschossig, grauer Quaderritzputz, Umlauf. florales Stuckband, symmetrisch, 5-achsig, 2- läufige mod. Freitreppe, klassiz. Holztür |         | 30.11.1999       | 71              |
| Wohngebäude                          | Wohngebäude                                                        | Rees Oberstadt 22                      | Um 1870 erbaut. 1- geschossig, Vollwalmdach. Vorderfassade mit reichem Stuck im klassizistischen Formenkanon, hellgelb verputzt, 3-achsig, Vertikalgliederung durch stuckierte Lisenen Rauputz/Diamantquader; 1. OG Balkonaustritt, 2 Säulen mit Architrav. |         | 15.06.2000       | 72              |
| Wohngebäude                          | Wohngebäude                                                        | Haldern Bahnhofstraße 22               | Um 1920 erbaut. 2-geschossiges Doppelhaus mit Walmdach, Backstein, 2 seitl. Eingänge, mehrachsig, symmetrisch gegliedert mit betonter Mittelachse. Seitl. Erkerartige, runde 1- geschossige Anbauten, mittiger Eingang über 7 Stufen, darüber Balkon im OG. |         | 15.06.2000       | 73              |
| Wohngebäude                          | Wohngebäude                                                        | Rees Oberstadt 42                      | 2-geschossiges Wohnhaus Ende 19. Jh. In einer Flucht gelegen mit li Nachbarn, 2- achsig, 2-geschossig, grauer Siockel, weiß verputztes EG und backsteinsichtiges OG. Stockwerk- und 4fach gestuftes Traufgesims, Tür mit Oberlicht, spätere Rollladenkästen |         | 06.12.2000       | 74              |
|                                      | Grundschule Rees                                                   | Rees Sahlerstraße 4-6                  | Schulkomplex erbaut 1931–1963 in 3 Bauabschnitten. 2 separate, 2-geschossige, winkelförmige Gebäude mit verbindendem Pausengang mit WC-Häuschen. Rückw. an den li Baukörper anschließend die Sporthalle mit Umkleiden. Re der Anschluss ans Amtsgericht. |         | 06.12.2000       | 75              |
| weitere Bilder                       | Ruine Haus Empel                                                   | Empel Burgweg                          | Ehem. Wasserburg, 1256 Emple genannt. 1598 niedergebrannt. 2-geschossiger Hauptbau bestand aus 2 rechtwinkligen Flügeln und frühmittelalterl. Heidenturm. 1570 Umbau und Anbau eines Renaissanceerkers. 1700 Einfassungsmauer mit Portal und Rundturm. |         | 25.11.2002       | 76              |
| Hoogenreinershof                     | Hoogenreinershof                                                   | Haldern Kapellenweg 4                  | T-Haus aus 1835, aufgestockt 1875, als Teil einer Streuhofanlage. Backsteinsichtig, 2- geschossig, 7-achsig. Ecklisenen Stockwerksgesims, Zahn- und Klötzchenfries, Rollladenkästen mit floralem Dekor. Mittelflur und Wohnzimmer mit Stuckdecke, Holztreppe |         | 13.03.2003       | 77              |
| Hofanlage                            | Hofanlage                                                          | Grietherort Grietherort 9              | Hofanlage aus 1847. Traufenständiges Hallenhaus mit Satteldach in Abstand zur Straße, mit Backsteinmauer abgegrenzt. Hell verputzt, Sockel, Gesims, Tür- und Fensterumrahmungen braun abgesetzt. Ursprüngl. Innenkonstruktion der Stallzone. |         | 16.10.2003       | 78              |
| Wohngebäude                          | Wohngebäude                                                        | Rees Hohe Rheinstraße 9                | Ursprungsbau aus dem 17. Jh. mit 3-zonigem Grundriss, genutzt als Kleingewerbehaus im EG mit Halle, Handelsraum und Kontor über dem Gewölbekeller. Um 199 Umbau zu Wohnzwecken mit Einzug von Raumdecken und Quertrennwänden, neue Fassade. |         | 20.10.2003       | 79              |
|                                      | Wohngebäude                                                        | Haldern Am Streuffenhof 14             | T-Haus mit ausgesprengtem Mittelhaus, vorderer quergestellter Wohnteil 2- geschossig, backsteinsichtig, tonpfannengedecktes Vollwalmdach. Vorderfassade 6-achsig mit hochrechteckigen Fenstern, Datierung 1804 über der Tür, Opkamer über Gewölbekeller. |         | 26.04.2004       | 80              |
|                                      | Hofanlage                                                          | Heeren-Herken Herkener Weg 20          | Einsam gelegener Streuhof mit backsteinsicht. Hallenhaus, Krüppelwalmdach, 1- geschossig, 4-achsig. Die Einfassungen der Öffnungen in Stuck hervorgehoben, Eckbetonung mit Rauputzquadern, Zajhnfries. 1865 Ziegeldach, 1926 Bau eines Schweinestalls. |         | 26.04.2004       | 81              |
|                                      | Hofanlage Stoppendahl                                              | Haffen-Mehr Hanenkroitstraße 5         | Hofanlage mit T-Haus, backsteinsichtig im neogotischen Formenkanon, 5-achsig, 2-geschossig, Mittelachse als Risalit mit Frontispiz, Traufgesims in Stuck mit Klötzchenfries. Mittige 2-flügelige Tür um 5 Stufen erhöht.Tympanonfeld mit Maßwerkrosette. |         | 04.11.2004       | 82              |
|                                      | Friedhofskreuz und Grabmäler Pfarrer Lindemann und Familie Baumann | Haffen-Mehr Vincentiusplatz            | Alter Teil aus dem 19. Jh. Spätbarockes Friedhofskreuz axial als Abschluss des Hauptweges. Steinernes Kruzifix auf 5- stufigem Unterbau, darauf der gestufte Sockel mit Inschrift. Jesus auf gekehltem Sockel. Grabdenkmäler im neogotischen Formenkanon. |         | 04.11.2004       | 83              |
|                                      | Wegekreuz                                                          | Haffen-Mehr Overkampstraße             | Schlichtes Holzkreuz mit hölzerner Verdachung aus dem 19. Jh., umgeben von 3 Linden, auf einem Grashügel gelegen. Jesus aus Holz, innen hohl, nachträglich weiß gefasst mit brauner Dornenkrone, Lendentuch in barockisierenden Formen. |         | 26.04.2005       | 84              |
| Wohngebäude                          | Wohngebäude                                                        | Millingen Kirchstraße 3                | Backsteinhaus mit Satteldach, zur Straße hin giebelständig, 5-achsig, 2- geschossig, vordere Schauseite dem Kirchhof zugewandt. An den 4 seitl. Achsen Stockwerkgesims mit Deutschem Band. Eingangstür mit tiefem Gewände, Sandstein, Inschrift 1899 MBSd. |         | 26.04.2005       | 85              |
| Grabmal van Randenborgh              | Grabmal van Randenborgh                                            | Rees Vor dem Falltor                   | Repräsentative Familiengrabstätte mit hoher, aus Backstein oder Hausstein gearbeiteter Einfassung, Erstbestattung 1876. Zentral eine ca. 1,70 m hohe klassizistische Stele aus Muschelkalk. Spitze Verdachung, Im Hochrelief rundes Ouroboros, Inschrift. |         | 26.04.2005       | 86              |
| Stadtgarten                          | Stadtgarten                                                        | Rees Vor dem Falltor                   | 1920 erstellt gem. Stadtplanung von 1899 (Stübben) auf den Resten eines ehemaligen Wallabschnittes. Grünfläche, geringer Baumbewuchs, seitlich ein 2-teiliger Ziergarten, eingerahmt von Buchenhecken. Kriegerdenkmal für die Gefallenen des 1. Weltkriegs |         | 20.10.2005       | 87              |
|                                      | Hofanlage mit Pferdestall                                          | Haldern Sonsfeld 2                     | Zur Villa „Blaues Haus“ gehörende Hofanlage bestehend aus einem Hallenhaus mit Dienstwohnung und großen queraufgeschlossenem Pferdestall und parallel gegenüberliegendem Wirtschaftsgebäude aus dem 19. Jh. Zufahrt durch 2- teilige Toranlage. |         | 26.10.2006       | 88              |
|                                      | Wohngebäude                                                        | Haffen-Mehr Mehrbruchstraße 4          | T-Haus, 2-geschossig, backsteinsichtig, Satteldach mit erneuerter Dacheindeckung. Horizontal gegliedert durch verputzte Sockelzone, umlaufendes prof. Sohlbankgesims, Traufgesims als gestufter Klötzchenfries. Symmetrische 5-achsige Hauptfassade. |         | 04.05.2007       | 89              |
|                                      | Katstelle                                                          | Millingen Bruchstraße 26               | Kate mit traufenständiger Quertenne aus dem 19. Jh. Grau verputztes Backsteingebäude, Ritzquaderung, vorspringender Sockel, 3- fach gestuftes Traufgesims, altes Dach. Giebelseite des Wohnbereichs 1-geschossig, 4-achsig. Niedriger Anbau m. Schleppdach. |         | 04.05.2007       | 90              |
|                                      | Transformatorenturm                                                | Haffen-Mehr Hanenkroitstraße           | Massiver verputzter Mauerwerksbau auf fast quadratischem Grundriss aus 1914, Zeltdach mit roten Ziegeln. Schräg ausgebildete Stützpfeiler im unteren Bereich, Fensteröffnungen mit Glasbausteinen verschlossen, Isolatoren im oberen Turm erhalten. |         | 23.11.2010       | 91              |
|                                      | Wohnhaus                                                           | Rees Sahlerstraße 3                    | Repräsentative 2- geschossige Villa mit 2 Giebeleingängen, auf quadratischem Grundriss, über hohem Sockel mit tonpfannen gedecktem Krüppelwalmdach mit Fußwalm, rau verputzte 5- achsige Straßen-, 7-achsige Gartenfassade, am Erd- und Obergeschoss umlaufende Sohlbankgesimse, getreppte Balkonkonsolen und Kartuschen im Brüstungsbereich des OG glatt und farbig abgesetzt. Im Inneren original verglaste Flur- und alte Füllungstüren, ursprünglicher Fliesenbodenbelag, originales Treppenhaus. |         | 22.05.2014       | 92              |
|                                      | Villa Hüting                                                       | Rees Florastraße 1                     | Repräsentative 2-geschossige Villa, ca. 1890er Jahre, in städtebaul. markanter Lage. Quadratische Grundfläche mit rückw. eingeschossigem Anbau. Backsteinmauerwerk, variierte Dachausbildung, 3 Achsen mit mittigem Risalit, stuckierte Steinquaderung. |         | 31.08.2015       | 93              |
| weitere Bilder                       | Alte Schule Grietherbusch                                          | Grietherbusch Grietherbusch 3          | Ehemalige katholische Volksschule mit Lehrerwohnung wegbegleitend zum östlichen Kichhofeingang. |         | 15.03.2018       | 94              |
|                                      | Haffener Schleuse mit Pumpwerk                                     | Bergswick Deichstraße                  | Pumpwerk aus dem frühen 20. Jahrhundert mitsamt seiner bauzeitlichen und maschinentechnischen und ortsfesten Ausstattung, der Wehranlage selbst, dem Schleusenhaus mit einem besonderen technikgeschichtlichen Seltenheitswert und dem dazugeh. Deichabschnitt |         | 24.05.2018       | 95              |
|                                      | Kieselfußboden und Gewölbekeller                                   | Haldern Lindenstraße 1                 | Kieselfußboden in der ehemaligen Küche eines innerörtlichen Wohnhauses, inschr. dat. 1723, sowie Gewölbekeller |         | 23.03.2021       | 96              |
|                                      | Hofanlage                                                          | Esserden Esserdener Straße 41          | Mehrteilige Hofanlage, im Wesentlichen 19. Jh., mit älteren Ursprüngen |         | 07.02.2022       | 97              |

## Ehemalige Baudenkmäler
| Bild | Bezeichnung     | Lage                     | Beschreibung                                                           | Bauzeit | Eingetragen seit | Denkmal- nummer |
| ---- | --------------- | ------------------------ | ---------------------------------------------------------------------- | ------- | ---------------- | --------------- |
|      | Kate            | Haldern Holdschlagweg 15 | niederrheinisches Hallenhaus mit Halbwalmdach; Vermerk: wurde gelöscht |         | 10.07.1985       | 16              |
|      | Leghuiser Kate  |                          | gelöscht                                                               |         |                  | 30              |
|      | Kempermannskate |                          | gelöscht                                                               |         |                  | 42              |
|      | Till(s)haus     |                          | gelöscht am 19.06.2020                                                 |         |                  | 50              |